# كريستوفر باوليني
كريستوفر جيمس باوليني (ولد في 17 نوفمبر 1983، لوس أنجلوس، كاليفورنيا)هو مؤلف أمريكي. كان أول وأشهر مؤلفاته رواية إيراغون.

## حياته
ولد كريستوفر باوليني جيمس في جنوب كاليفورنيا ونشأ في منطقة وادي الجنة، مونتانا. تتكون أسرته من والديه، كينيث باوليني وتاليا هودكينسون، وشقيقته الصغرى، أنجيلا باوليني. تخرج من المدرسة الثانوية باوليني في سن ال 15 من خلال مجموعة من الدورات والمراسلات المعتمدة من المدرسة الأمريكية في المراسلات في لانسينغ، إلينوي. بعد التخرج، بدأ عمله الأدبي بكتابة الرواية إيراغون، وهو الأول من سلسلة مجموعة كتب أسطورية يعمل على تأليفها.
في عام 2002، نشرت رواية إيراغون من قبل باوليني الدولية، وفي صيف عام 2004، وجدت رواية إيراغون في المكتبات بشكل كبير.
في ديسمبر 2006، أصدرت شركة فوكس 2000 الفيلم المأخوذ من إيراغون في المسارح في جميع أنحاء العالم. وذكرت باوليني ان لديها عدة أفكار في الخيال العلمي وأنها تخطط إلى التعاون مع المؤلف في الروايات في المستقبل القريب.

## وصلات خارجية
- كريستوفر باوليني على موقع IMDb (الإنجليزية)
- كريستوفر باوليني على موقع مونزينجر (الألمانية)
- كريستوفر باوليني على موقع ميوزك برينز (الإنجليزية)
- كريستوفر باوليني على موقع ديسكوغز (الإنجليزية)
- كريستوفر باوليني على موقع قاعدة بيانات الفيلم (الإنجليزية)

- كريستوفر باوليني  على قاعدة بيانات الخيال التأملي على الإنترنت